# Eldfjall
Pour les articles homonymes, voir Volcano.
Pour plus de détails, voir Fiche technique et Distribution.
Eldfjall est un film islandais réalisé par Rúnar Rúnarsson, sorti en 2011.

## Fiche technique
- Titre original : Eldfjall (litt. « un volcan »)
- Réalisation : Rúnar Rúnarsson
- Scénario : Rúnar Rúnarsson
- Musique : Kjartan Sveinsson
- Photographie : Sophia Olsson
- Montage : Jacob Secher Schulsinger
- Production : Egil Dennerline, Skuli Fr. Malmquist et Thor Sigurjonsson
- Société de production : Fine & Mellow Productions et Zik Zak Filmworks
- Pays :  Islande et  Danemark
- Genre : Drame
- Durée : 99 minutes
- Dates de sortie : 
  -  Islande : 30 septembre 2011

## Distribution
- Auður Drauma Bachmann : Tinna
- Þorsteinn Bachmann : Ari
- Kristín Davíðsdóttir : l'infirmière
- Benedikt Erlingsson : Pálmi
- Elma Lísa Gunnarsdóttir : Telma
- Þröstur Leó Gunnarsson : le concierge
- Harald G. Haraldsson : le principal
- Margrét Helga Jóhannsdóttir : Anna
- Theodór Júlíusson : Hannes
- Björn Karlsson : le chauffeur de grue
- Vigdís Hrefna Pálsdóttir : Anna jeune
- Jóhann Sigurðarson : Bragi
- Þór Tulinius : le médecin des urgences
- Ágúst Örn B. Wigum : Kári
- Katla M. Þorgeirsdóttir : l'infirmière à domicile